# Pinalia angustifolia
Pinalia angustifolia är en orkidéart som beskrevs av Jeffrey James Wood. Pinalia angustifolia ingår i släktet Pinalia och familjen orkidéer. Inga underarter finns listade i Catalogue of Life.